# Kiko Casilla
Francisco Casilla Cortés (Alcover, Tarragona, 2 de octubre de 1986), más conocido como Kiko Casilla, es un futbolista español que juega como portero. Actualmente se encuentra sin equipo.
Ha sido internacional absoluto con la selección española y es hermano del también jugador internacional español de voleibol, José Antonio Casilla.

## Carrera deportiva

### Categorías inferiores
Empezó su carrera deportiva con tan solo 14 años. 
Sus origines cómo portero empiezan  en el club de su pueblo natal, el C.E. Alcover. En la categoría cadete fichó por el Club Gimnàstic de Tarragona hasta que poco después se incorporó a las categorías inferiores del Real Madrid, en edad cadete, y donde permaneció durante cinco temporadas hasta incorporarse al primer equipo filial del club.

### Real Madrid Castilla C. F.
Durante su paso por las categorías inferiores del conjunto blanco, Casilla alterna su titularidad con las selecciones españolas sub-19 y sub-20 y recibe ofertas de diferentes clubs españoles de primera y segunda división y de la liga inglesa. Sin embargo, en la temporada 2005-2006, debido a una lesión a principio de temporada, es relegado como tercer portero del Real Madrid Castilla, por detrás de Jordi Codina y David Cobeño. Al año siguiente y con la marcha de David Cobeño en verano de 2006 al Sevilla FC, todo parecía indicar que Casilla tendría más oportunidades de jugar en el filial, pero debido a la llegada de Antonio Adán procedente del tercer equipo y tras su gran actuación en el Europeo Sub-19, y a la titularidad de Jordi Codina, Casilla volvía a ocupar el lugar de tercer portero, que ejerció en el primer equipo, siendo convocado en varias ocasiones por Fabio Capello.

### R. C. D. Espanyol "B"
En el año 2007 ficha por el filial del Real Club Deportivo Espanyol. El 20 de enero de 2008 debuta con el primer equipo del RCD Espanyol en el Nuevo Zorrilla. Entra en el minuto 47 para sustituir a Iñaki Lafuente, que se retiró lesionado. Jugó tres partidos y medio, y recibió 4 goles (dos del Betis y dos del Recreativo de Huelva). A pesar de su titularidad, vuelve al banquillo blanquiazul tras el regreso de Carlos Kameni de la Copa de África. 

#### Cádiz C. F.
En 2009 fue cedido al Cádiz Club de Fútbol siendo una pieza importante en el ascenso a Segunda División esa misma temporada, lo que le valió para continuar un año más en la disciplina del conjunto andaluz.
La siguiente temporada no tuvo tanto éxito en el club amarillo, donde no cuajó buenas actuaciones, incluyendo un partido contra el Albacete Balompié donde la propia afición cadista pitó la actuación del cancerbero que tuvo que pedir disculpas a la afición al finalizar el encuentro. El suceso supuso un punto de inflexión hasta final de temporada.

#### F. C. Cartagena
Durante la temporada 2010/2011 se marcha cedido al Fútbol Club Cartagena. Comenzó siendo suplente debido a que llegó a última hora, pero rápidamente se gana la confianza del entrenador Juan Ignacio Martínez y se convierte en el portero titular del equipo, jugando 35 partidos en los que encajó 49 goles antes de regresar como integrante de la primera plantilla del conjunto españolista.

### R. C. D. Espanyol
En la siguiente temporada regresa al RCD Espanyol, equipo con el que se consolida como portero titular después de la baja del guardameta argentino Cristian Darío Álvarez demostrando sus dotes en la portería con destacables actuaciones.

### Real Madrid C. F.
El 17 de julio de 2015 se confirmó el traspaso al Real Madrid Club de Fútbol por una cantidad cercana a los 6 millones de euros con un contrato para las próximas cinco temporadas, volviendo así después de casi una década a la disciplina merengue para reemplazar la marcha del español Iker Casillas.

### Leeds United
El 17 de enero de 2019 se hizo oficial su fichaje por el Leeds United, dirigido por Marcelo Bielsa, que marchaba líder en la EFL Championship. Fue sancionado ocho partidos por supuestamente proferir insultos racistas en un partido contra el Charlton Athletic. Esa misma temporada el Leeds logró el ascenso a la Premier League.

### Regreso a España
En julio de 2021 regresó al fútbol español tras ser cedido al Elche C. F. una temporada. Regresó a Leeds una vez esta terminó, aunque el 31 de julio acordó con el club la rescisión de su contrato.
El 10 de agosto firmó para la campaña 2022-23 con el Getafe C. F. Tras la misma se convirtió en agente libre al expirar su contrato.

## Selección nacional
El 29 de agosto de 2014 Kiko Casilla fue incluido en la lista del seleccionador Vicente Del Bosque para el amistoso ante Francia y para el partido de clasificación para la Eurocopa 2016 ante Macedonia, siendo así la primera vez en la que era convocado por la selección española. Su debut se produjo en el amistoso ante Alemania en Balaídos el 18 de noviembre. Sustituyó en el minuto 75' a Iker Casillas.

## Estadísticas

### Clubes
Actualizado al último partido jugado el 22 de mayo de 2022. Resaltadas temporadas en calidad de cesión.
| R. M. Castilla C. F. · España | 2.ª           | 2005-06       | 4   | -8   | -  | -   | — | —  | 4   | -8   | 2.00 |
| R. M. Castilla C. F. · España | 2.ª           | 2006-07       | -   | -    | 1  | -3  | — | —  | 1   | -3   | 3.00 |
| R. M. Castilla C. F. · España | Total club    | Total club    | 4   | -8   | 1  | -3  | 0 | 0  | 5   | -11  | 2.20 |
| R. C. D. Espanyol "B" · España | 2.ª B         | 2007-08       | 25  | -36  | -  | -   | — | —  | 25  | -36  | 1.44 |
| R. C. D. Espanyol "B" · España | Total club    | Total club    | 25  | -36  | 0  | 0   | 0 | 0  | 25  | -36  | 1.44 |
| R. C. D. Espanyol · España | 1.ª           | 2007-08       | 4   | -4   | -  | -   | - | -  | 4   | -4   | 1.00 |
| Cádiz C. F. · España | 2.ª B         | 2008-09       | 35  | -37  | 3  | -3  | — | —  | 38  | -40  | 1.05 |
| Cádiz C. F. · España | 2.ª           | 2009-10       | 31  | -48  | -  | -   | — | —  | 31  | -48  | 1.56 |
| Cádiz C. F. · España | Total club    | Total club    | 66  | -85  | 3  | -3  | 0 | 0  | 69  | -88  | 1.28 |
| F. C. Cartagena · España | 2.ª           | 2010-11       | 35  | -49  | -  | -   | — | —  | 35  | -49  | 1.4  |
| F. C. Cartagena · España | Total club    | Total club    | 35  | -49  | 0  | 0   | 0 | 0  | 35  | -49  | 1.40 |
| R. C. D. Espanyol · España | 1.ª           | 2011-12       | 16  | -22  | 5  | -6  | - | -  | 21  | -28  | 1.33 |
| R. C. D. Espanyol · España | 1.ª           | 2012-13       | 21  | -24  | 2  | -6  | - | -  | 23  | -30  | 1.30 |
| R. C. D. Espanyol · España | 1.ª           | 2013-14       | 37  | -47  | 4  | -4  | - | -  | 41  | -51  | 1.24 |
| R. C. D. Espanyol · España | 1.ª           | 2014-15       | 37  | -48  | -  | -   | - | -  | 37  | -48  | 1.32 |
| R. C. D. Espanyol · España | Total club    | Total club    | 115 | -145 | 11 | -16 | 0 | 0  | 126 | -161 | 1,28 |
| Real Madrid C. F. · España | 1.ª           | 2015-16       | 4   | -6   | 1  | -1  | 2 | -3 | 7   | -10  | 1.43 |
| Real Madrid C. F. · España | 1.ª           | 2016-17       | 11  | -10  | 6  | -9  | 2 | -3 | 19  | -22  | 1.16 |
| Real Madrid C. F. · España | 1.ª           | 2017-18       | 10  | -11  | 5  | -4  | 2 | -3 | 17  | -18  | 1.06 |
| Real Madrid C. F. · España | Total club    | Total club    | 25  | -27  | 12 | -14 | 6 | -9 | 43  | -50  | 1.16 |
| Leeds United F. C. Inglaterra | 2.ª           | 2018-19       | 19  | -22  | -  | -   | — | —  | 19  | -22  | 1.16 |
| Leeds United F. C. Inglaterra | 2.ª           | 2019-20       | 36  | -31  | 2  | -2  | — | —  | 38  | -33  | 0.87 |
| Leeds United F. C. Inglaterra | 1.ª           | 2020-21       | 3   | -2   | 2  | -4  | — | —  | 5   | -6   | 1.2  |
| Leeds United F. C. Inglaterra | Total club    | Total club    | 58  | -55  | 4  | -6  | 0 | 0  | 62  | -61  | 0.98 |
| Elche C. F. · España | 1.ª           | 2021-22       | 14  | -17  | 2  | 0   | — | —  | 16  | -17  | 1.06 |
| Elche C. F. · España | Total club    | Total club    | 14  | -17  | 2  | 0   | 0 | 0  | 16  | -17  | 1.06 |
| Total carrera | Total carrera | Total carrera | 334 | -422 | 33 | -42 | 6 | -9 | 373 | -473 | 1.27 |
| (1) Incluye datos de la Copa del Rey / Supercopa de España (2008-Act). En caso de equipo filial se refiere a partidos de play-off (2006-09). (2) Incluye datos de la UEFA Champions League (2015-Act). (3) No incluye goles en partidos amistosos. |               |               |     |      |    |     |   |    |     |      |      |

### Selecciones
Actualizado al último partido jugado el 18 de noviembre de 2014.
| Selección       | Temporada     | Europeo | Europeo | Mundial | Mundial | Amistosos | Amistosos | Total | Total | Media goleadora |
| Selección       | Temporada     | Part.   | Goles   | Part.   | Goles   | Part.     | Goles     | Part. | Goles | Media goleadora |
| --------------- | ------------- | ------- | ------- | ------- | ------- | --------- | --------- | ----- | ----- | --------------- |
| Absoluta España | 2014-15       | -       | -       | -       | -       | 1         | -1        | 1     | -1    | 1,00            |
| Absoluta España | Total         | 0       | 0       | 0       | 0       | 1         | -1        | 1     | -1    | 1,00            |
| Total carrera   | Total carrera | 0       | 0       | 0       | 0       | 1         | -1        | 1     | -1    | 1,00            |

## Palmarés

### Campeonatos nacionales
| Título                               | Club               | País       | Año     |
| ------------------------------------ | ------------------ | ---------- | ------- |
| Primera División de España           | Real Madrid C. F.  | España     | 2016-17 |
| Supercopa de España                  | Real Madrid C. F.  | España     | 2017    |
| English Football League Championship | Leeds United F. C. | Inglaterra | 2019-20 |

### Campeonatos regionales
| Título        | Equipo            | Región   | Año  |
| ------------- | ----------------- | -------- | ---- |
| Copa Cataluña | R. C. D. Espanyol | Cataluña | 2011 |

### Campeonatos internacionales
| Título                            | Club              | Sede                   | Año     |
| --------------------------------- | ----------------- | ---------------------- | ------- |
| Liga de Campeones de la UEFA      | Real Madrid C. F. | Italia                 | 2015-16 |
| Supercopa de Europa               | Real Madrid C. F. | Noruega                | 2016    |
| Copa Mundial de Clubes de la FIFA | Real Madrid C. F. | Japón                  | 2016    |
| Liga de Campeones de la UEFA      | Real Madrid C. F. | Gales                  | 2016-17 |
| Supercopa de Europa               | Real Madrid C. F. | Macedonia del Norte    | 2017    |
| Copa Mundial de Clubes de la FIFA | Real Madrid C. F. | Emiratos Árabes Unidos | 2017    |
| Liga de Campeones de la UEFA      | Real Madrid C. F. | Ucrania                | 2017-18 |
| Copa Mundial de Clubes de la FIFA | Real Madrid C. F. | Emiratos Árabes Unidos | 2018    |